# Františkovský tunel
Františkovský tunel je železniční tunel na katastrálním území Františkov nad Ploučnicí v km 1,824–1,187 regionální železniční trati Benešov nad Ploučnicí – Česká Lípa mezi stanicemi Benešov nad Ploučnicí a Františkov nad Ploučnicí.

## Historie
V červenci 1872 byl dokončen úsek trati Benešov nad Ploučnicí a Česká Lípa, na ní byl postaven jeden tunel. Úsek trati pro Českou severní dráhu stavěla firma Lanna.

## Popis
Jednokolejný tunel byl postaven pro železniční trať Benešov nad Ploučnicí a Česká Lípa mezi zastávkami Benešov nad Ploučnicí – Františkov nad Ploučnicí pod čedičovým hřbetem v meandru řeky Ploučnice. Na ostrohu stojí zřícenina hradu Ostrý. Tunel byl dán do provozu 4. června 1872.
Tunel leží v nadmořské výšce 215 m a měří 362,70 m.